# Jørn Sørensen (fodboldspiller)
 Der er flere personer med dette navn, se Jørn  Sørensen.
Jørn Sørensen (født 17. oktober 1936 i Tårs) er en tidligere dansk fodboldspiller. Han spillede 31 A-Landskampe for Danmark og scorede 6 mål. Han var en del af Sølvholdet, der i 1960 vandt sølv ved OL i Rom.
Efter at have afsluttet fodboldkarrieren er Jørn Sørensen fortsat bosat i Schweiz.
 Der er for få eller ingen kildehenvisninger i denne artikel, hvilket er et problem. Du kan hjælpe ved at angive troværdige kilder til de påstande, som fremføres i artiklen.